# Ruby Rose

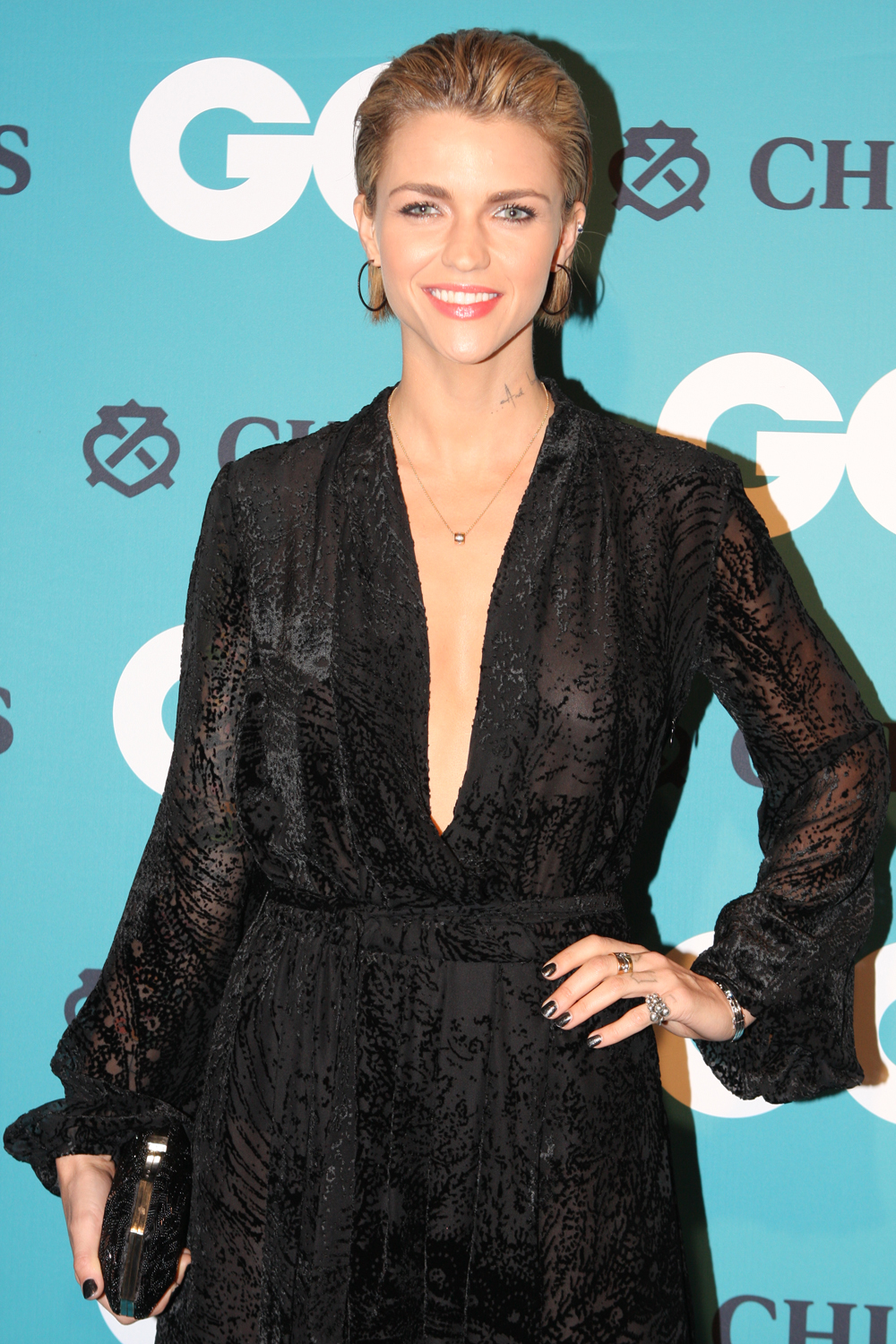
Ruby Rose 2012.

Ruby Rose Langenheim, född 20 mars 1986 i Melbourne, mer känd som Ruby Rose - är en australisk modell, skådespelare och TV-presentatör. Rose syntes först i media som presentatör på MTV Australia, följt av flera uppmärksammade modelluppdrag, som till exempel för Maybelline New York i Australien.
Rose började som skådespelare 2008, med en debutroll i den australiska filmen Suite for Fleur. 2012 hade hon en liten roll i dramat Around the Block. Internationellt sett är hon förmodligen mest känd från tv-serien Orange Is the New Black där hon spelar rollen som Stella Carlin. Även om hennes privatliv ibland syns mer än hennes skådespelar- och modellkarriär har hon fått beröm för sin insats i serien. Hon hade också en stor roll i actionfilmen John Wick: Chapter 2 (2017) och medverkade i den musikaliska komedin Pitch Perfect 3 (2017).
Den 7 augusti 2018, rapporterades det att Rose hade fått rollen som Batwoman i en kommande Arrowverse crossover.

## Privatliv
Rose kom ut som lesbisk när hon var 12 år.
I januari 2015 släppte hon en egenproducera kortfilm "Break Free" via sin youtube-kanal som blev viralt. Temat i videon är könsidentiteter  och Ruby har själv sagt att hon varken identifierar sig som man eller kvinna, men föredrar pronomenet "hon".  